# 武蔵忍法伝 忍者烈風
『武蔵忍法伝 忍者烈風』（むさしにんぽうでんにんじゃれっぷう）は、埼玉県飯能市、入間市を中心とした武蔵国地域を舞台とした特撮テレビドラマの名称及び、その地域を中心に展開されているヒーローの名称である。TOKYO MX2、飯能日高テレビ、入間ケーブルテレビ、BS12 トゥエルビ「ローカルヒーローチャンネル」内などで2013年から2022年にかけて中断を挟みながら継続して放送されている。また、2014年には映画版も上映された ほか、2018年の映画「ヒーローズユナイト」にも出演した。アクションショーも時々行われており、開催日程は公式サイトで告知されている。

## あらすじ
かつて、陰陽師・太田道灌は鬼の力を使って武蔵国を開拓し、鬼を封印した。そして烏天狗の力を持つ忍びの一族たちが鬼の封印の守護を託され、現代に至っていた。だが、時の流れとともに鬼の復活が始まった。太田道灌の封印を逃れ、復活した51体の鬼を封印すべく烏天狗の力を受け継いだ武蔵の忍びたちの活躍が始まる。

## ストーリー

### 本編
戦国時代。太田道灌の命により彦三率いる忍び衆は秩父愛宕山の隠れ堂に奉られている鬼封靡加持（きふうびのかじ）を奪いその封印を解く。だがそれは鬼の策略で彦三はすでに虎熊童子に喰われ入れ替わっていた。封じられていた茨木童子の右腕は殺された悪四朗の体に憑き人鬼となり蘇る。一方、虎熊童子から逃れた一馬は正真坊と出会い、八咫烏と契約を交わす。
現在。邪封鏡が発掘され封印された鬼たちが復活した。右腕は鬼堂と名乗り烏天狗の末裔の忍びたちに立ちはだかる。26個に分断された茨木童子の体、51体中残り19体の鬼の封印をめぐり、武蔵忍流谷風派の舞風飄太は忍者烈風となり人々の平和のため鬼と戦う。

### パラレルワールド版～キミの近くのヒーロー
本編とは違う世界観の忍者烈風。
日本各地のご当地を護るヒーローたちが手にした謎の切符。それは次元の違う世界を繋ぐ切符だった。次元の違う悪者たちは「御前」と呼ばれる大鬼の下に集い、すべての次元を征服しようと動き出す。謎の切符を使い、様々な世界に現れ勢力を伸ばそうとする御前配下の鬼や骸696をはじめとする各地の悪の軍団たちを阻止すべくその世界を護るヒーローと忍者烈風が立ち向かう。

## 登場人物

### 武蔵忍流 谷風派
武蔵忍流は鬼退治をする全国に在る忍者衆・裏忍退魔組（）の一派。平地側（入間市や狭山市、飯能市の平地部分）を担当する谷風派、山岳側（主に秩父など）を担当する山風派に分かれている。谷風派は苗字などに風が入り、山風派は苗字などに月が入るのが特徴。鬼退治は鬼打ち（）、鬼止め（）、鬼払い（）の3人1チームを基本に行う。鬼打ちは鬼と戦い、鬼止めは問題原因の調査・追及・探索・交渉などを、鬼払いは主に情報収集などの役目である。谷風派の行動隊はチーム疾風（）の別名もある。
舞風飄太（）
本作の主人公。烏天狗の血を受け継ぐ若者。鎧竜巻（）の正統な継承者で忍者烈風に変身する。普段は武蔵総合病院で看護士をしている。八咫烏には半人前扱いされ「ひょうたん」と小馬鹿にされている。趣味はバイク、彼女はいない。
忍者烈風（）
谷風派天狗鎧「竜巻」の力を持つ、血の契約を交わした者・舞風一族のみが装着可能。飄太が八咫烏の力で変身する忍者戦士。右手で握った八咫烏の斬鬼刀を胸の前で構え振り下ろし「神羅烈風」（）の掛け声で変身する。決め台詞は「烈風参る！ガンガン行くぜ！」。必殺技は左腕の盾に忍者刀を翳し横一文字に斬る疾風斬鬼（）。（邪封鏡と同等な威力を持つために鬼の目には邪封鏡が見える）
八咫烏（）
本来は紀伊の国の名のある烏天狗だったが、悪さをしたため天狗たちの力によって斬鬼刀に封印されている。正真坊に太田道灌の封印を逃れた51体の鬼を封印すれば元の姿に戻すと約束され舞風一族にその力を貸す。普段は谷風派の神棚に居座っているが鬼退治の際には飄太の腰に括り付けられている。時折、飄太の意思とは関係なく飄太の体に憑き烈風に変身し戦う事もある。正真坊には「やた」飄太やサクラには「ヤタさん」と呼ばれている。
舞風サクラ（）
飄太の実の姉。本来は舞風の血筋で鬼打なのだが飄太と組む時は鬼止のポジションで鬼と関わりを持つ一般人のケアや身代わりなどを務める。普段は飄太と同じ病院で看護士をしている。両親はすでに他界し、飄太と2人姉弟で弟思いのクールビューティ。烏天狗の血筋で飄太がこん睡状態（ノメラの鬼編）の際には鎧竜巻を纏った事がある。
風岩盾螢（）
谷風派の師範代で飄太の師匠。冷静沈着。烈風がピンチの時には秩父山風派から預かっている鎧迅雷（）を纏う。過去での鬼との戦いで重傷を負った経験がある。度重なる鎧迅雷の装着で失った生命力を回復させるべく入院中である。
谷風勝玄（）
谷風派の頭領で伝説の鬼打ち、鬼たちからは「黒羽（くろはね）」と呼ばれ一目置かれている。両親を幼い頃に亡くした舞風姉弟の父代わりとして育てた。若かりし頃には鬼童イバラと死闘の経験もある。雷装着時の必殺技「烈火雷」は三つ目鬼を一刀する程の太刀筋である。
忍者雷（）
山風派天狗鎧「迅雷」の力を持つ、「竜巻」と違い血の契約を必要としないが、人の生命力を吸うため長時間の装着が出来ない。武蔵忍流の中で認められた一部の忍者だけが纏える。烏天狗がレリーフされた銀の指輪「迅雷指輪」（）に内蔵されている。変身ポーズは装着者によって様々だが、基本は指輪をはめた手を目の前に翳し「神羅雷」（）の掛け声で変身する。今は正式な継承者が決まっておらず一時的に山風派から谷風派に預かられている。現在、後継者候補は5人にまで絞られている。
月風健太郎（）
武蔵総合病院でドクターをしているため飄太やサクラからは「（健太郎）先生」と呼ばれている。れっきとした谷風派の忍者で鬼止めなのだが、自称「科学の申し子」が口癖で、鬼も医学的、科学的に分析する。いつか八咫烏を解剖したいと思っている。
谷風利九（）
頭領・谷風勝玄の甥っ子。各地の裏忍退魔組との連携や情報収集が主な役目で頭脳戦が得意な鬼止め。
早風弦斗（）
一生懸命なのだがおっちょこちょいの見習い忍者。ローカルヒーローが好き。第四期からは小型無人偵察機（通称ドローン）の遠隔操作担当として現場サポートをしている。

### 武蔵忍流 山風派
白月護（）
秩父山風派（別名 チーム十六夜）の師範代にて鬼打ち。弓と手裏剣の名人で鎧迅雷の後継代理をやっていた。
月霞桔梗（）
秩父から影鬼を追って谷風派と共に戦う秩父山風派の鬼止めで鎧迅雷の後継者の一人。人に紛れる鬼を見分ける目を持つ。勝気な性格で飄太と幼馴染。
月妃鈴華（）
秩父から剛十郎の手紙を舞風姉弟に届けたクノイチ。飄太を飄太くんと呼ぶ。
山風剛十郎（）
秩父山風派の元頭領で伝説の鬼打ちの一人。静の勝玄に対し動の剛十郎と呼ばれ、かつて２人で鬼堂イバラを追いつめた事もある。酒豪かつ豪快、陽気な性格である。心筋梗塞で亡くなるも「忍びは霞が消える如く去るもの」と死を公表させなかった。

### その他の忍者
善風巧（）
警視庁に極秘に作られた鬼に関する事件の調査や法的な後処理などをする「特殊犯罪対策課」の刑事（階級は警部補）。西の裏忍退魔組の鬼打ちでもあり迅雷の鎧を纏う事もある。

### 天狗
正真坊（）
秩父に住む大天狗で本名は富士小御岳 正真坊（ふじこみたけ しょうしんぼう）。人と交わる時には色白の娘の姿で現れる。戦国時代、舞風一族に八咫烏との血の契約をさせ天狗鎧「竜巻」の力を与え、復活した51体の鬼の封印を託す。

## キャスト

### レギュラー・準レギュラー
- 舞風飄太/忍者烈風 - 柳川公輔
- 舞風サクラ - 深華 (旧名: 桜羽未華[7])
- 八咫烏（声） - かとう有花(1-3期)→向山直美(4期#01、02)→かとう有花(4期#03～)
- 風岩盾螢（じゅんけい）/忍者雷（いかずち） - 岩井潤一
- 善風巧/忍者雷（いかずち） - 筒井巧
- 月霞桔梗 - 神里まつり
- 早風弦斗 - 小倉直寛
- 谷風利九 - なべやかん
- 月風健太郎 - 今村健太郎
- 白月護 - 萩原佐代子
- 月妃鈴華 - 月妃しおり[8]
- 月羽銀四郎 - 小野田銀四郎
- 正真坊 - 山際絵礼奈

- 宝台蛮児 - 植村喜八郎
- 尾賀真太郎 - 石田翼

- 茨木童子（右腕）/鬼童イバラ - 北岡龍貴
- 茨木童子（左腕が鬼の女） - 富岡りえ
- イクシマ童子/鬼輪奇火斗 - 時田優（友情出演）[9]
- 邪王丸 - 伊東タケノリ[10]
- 鬼毒丸（おにどくまる） - 三宅敏夫、長谷川誠、平井遼介、石田翼、（声）長谷川誠
- 幻影丸/機上利通 - 三宅敏夫
- 虎熊童子 - 室町雅也
- 星熊童子 - 中村哲
- 岩鬼（いわおに、イオキ）  - けんじゅー
- 金剛童子 - 金原裕三
- 赤鎧鬼（暁丸） - 千葉優
- 黒塚の鬼婆 - 妖子
- 月神斗一/雷 - 酒井博史
- ナレーション/谷風勝玄（しょうげん）/忍者雷（いかずち） - 柴田秀勝

### ゲスト
- 舞風 雪 - 小野さゆり（舞風飄太やサクラの母親）
- 長月美琴 - 志賀美由喜（秩父山風派）
- 雨月信吾 - 平井遼介（秩父山風派）
- 医療チーム - 高場大和、清水真穂、中村駿之介、森田崇、佐藤悠輔、平井遼介（心の傷 編、毒花の鬼 編）
- 大府野（特殊犯罪対策課刑事／電話の声） - 明瀬礼洋（鬼の迷い路 編、残された心 編）
- 久場桐（特殊犯罪対策課刑事／電話の声）- けんじゅー(第六期)
- 山風剛十郎 - 佐々木剛（秩父山風派頭領／友情出演）

第1期
- 影鬼 編
  - 宿根 優 - 千葉優
  - 女影鬼（声） - 妖子
- 声を奪う鬼 編
  - 霜山 唯 - 中条智世
- 嘯く鬼 編
  - 鬼面樹 - かとう有花、前田恵
- 八咫さんの災難 編
  - ルリ子 - 吉田幸代
- 言霊 編
  - 岡崎万里子 - NON
- 鬼の巫女 編
  - 鬼の巫女・藤堂遥
- 守った牙 編
  - 小宮山 忠 - 沢木信宏
- 夢を見せる鬼 編
  - 滝田健釟 - 滝川拳
  - 滝田静子 - 妖子
  - バー「STRANGER THAN PARADISE」のマスター - 渡邉卓也
- 善風巧 登場！！ 編
  - 機上真紀 - 若松由莉
  - 機上亜矢 - 室井咲希
- 踊る子鬼 編
  - 飯田昭恵 - あさみさとる（友情出演）
  - 飯田宣利 - 山田ゴロ（友情出演）

第2期
- 人を食う鬼子 編
  - 小井咲悠美 - 山口文子
- コピー 編
  - 戦虫鬼（演） - 河村雅裕

第3期
- 暁の君へ 編
  - 田沼恭二 - 石井雅人
  - 浅山 崇 - 横田和輝
- 鬼の迷い路 編
  - 卯作小梅 - ITSUKI
- 噂の忍者 編
  - 啓介 - 山本大輝
  - 進治 - 斎藤索
  - 祐太 - 庄司成玖
  - 鷹樹 - 庄司旭達
  - 啓介の祖母（声）- 奥原ひとみ
  - 嶽丸（声）- おおしたこうた
  - 三ツ目鬼（声）- 對馬芳哲
  - 壁虎（声）- 明瀬礼洋
- 鬼に奪われた物 編
  - 浅山良雄 - 清水良昭

第4期
- 残された心 編
  - 森竹理一郎 - 間瀬翔太
  - 浮上美希 - 星乃未沙
  - 顔担ぎ（声）- 塩野勝美
- 心の傷 編
  - 医師 - 高場肇
  - 蘇生される人 - 中村駿之介
  - 弦斗の女友達（声） - 千葉優
- 毒花の鬼 編
  - 毒島綾子 - 松田留奈
  - 毒島綾子の母 - 星野佳世
  - 殺された男 - 星野守宏
  - 囁鬼（声） - 對馬芳哲
- 三本足の烏 編
  - 大男（声）- 杉野田ぬき
  - 帝（声）- 明瀬礼洋

第5期
- 銀鋼 編
  - 襲われる男 - 宮松広行
  - 自殺する男 - 平野アキム
- 呪符の鬼 編
  - 岡事木加奈 - 竹内理栄
  - 金茂木旭彦 - 水野駿太郎
- 宝探し屋 編
  - チンピラ - hizza
  - ハイキング姿の男 - 荒井達哉

第6期
- 心に巣食う鬼 編
  - 青山 - 青山勇樹(とりかわ)
  - 佐冶名恭慈 - 鷲見亮
  - 杉内エリ - 坂井里会
  - 宇賀汰篤 - 星野守宏
  - 松宮幸男 - 宮松広行
- 鬼の迷路への誘い 編
  - 成宮 - ももにゃんッ♪
- 動き出す刑事と野良 編
  - 学生 - 加藤陽人

### パラレルワールド版「キミの近くのヒーロー」編
フクロウ戦士トシマッハ＆星龍戦士コスモフラッシャー編
- 星龍戦士コスモフラッシャー - BEN
- 坂東武人 武蔵[11] - （演）長田渉、（声）藤田秀和
- サイゾウ[11] - （演）藤田秀和、（声）湯浅涼

彩光戦士サイセイバー　編
- 彩光戦士サイセイバー / 剣長親 - 工藤隼己

超鋼祈願ササヅカイン　編
- 超鋼祈願ササヅカイン - （演）下尾浩章（TheaterBRATS）、（声）こぶしのぶゆき（賢プロダクション）
- ミネルヴァMarkII改 - 中山泰香（カプセル兵団）
- 疑心暗鬼 - （演）岩井潤一、（声）吉久直志（カプセル兵団）
- 要田 - 矢島慎之介（カプセル兵団）
- 剛天寺 - 下尾浩章
- ヤス - 青木清四郎（カプセル兵団）
- サブ - 吉本大輔（カプセル兵団）
- アキ子 - 庄章子

超辛グランマサラー　編
- 超辛(ちょうじん)グランマサラー - 宮沢天
- グラドール - 中山歩美
- ブルドルザー - 金澤辰典
- 手下A - 江崎香澄
- 餓鬼 - （演）木川泰宏、三宅敏夫、（声）おおしたこうた
- ナレーション - 杉野田ぬき

NINJA GUARDIAN スターシャドウG　編
- 星影ヒカル - 高場大和
- スターシャドウG - (声)高場大和、（演）三宅敏夫
- Ｇ子ちゃんＲ - （演）妖子、（声）松田留奈
- 顔担ぎ - （演）長谷川誠、（声）明瀬礼洋
- 三つ目鬼 - （声）杉野田ぬき、（演）岩井潤一、中村哲、金原裕三

「御前」の配下の鬼たち
- 横暴剣鬼 骸696（むくろ） - ？？？[12]
- 炎狼鬼 - 炎狼鬼

### 戦国時代編
- 一馬 / 忍者烈風（声） - 柳川公輔
- 悪四朗 / 鬼童イバラ - 北岡龍貴
- 七郎 - 吉田聖
- 新八 - 河村雅裕
- 彦三 / 虎熊童子 - 室町雅也

## スタッフ
- 企画・原案・製作総指揮・プロデューサー - 木川泰宏
- 製作 - LYNX
- 監督 - 木川泰宏、水谷匡宏、なべやかん、小川輝晃、牛田浩、吉久直志、明瀬礼洋
- 脚本[13] - 木川泰宏、宮松広行、吉久直志、けんじゅー
- 音楽 - 福田裕彦、小島栞、後藤沙美、伊澤遥哉、Music is VFR、羽野誠司
- 尺八 - 関一郎
- 琵琶 - 馬場一嘉
- スキャット - 古田翠
- 撮影 - 木川泰宏、明瀬礼洋、牛田浩、水谷匡宏、中島広宣、三宅敏夫、なべやかん、鈴木淳一、荒井豊
- アニメーション撮影 - 児玉ともじ
- 音響制作 - 杉本末男（chara）、三宅敏夫
- 録音・音響効果 - 藤田昌宏、メディアゲートスタジオ、エヌ・クリエイション
- 録音 - 鈴木淳一、宮松広行、田中昌宏、安島正樹、恵比須弘和（メディアゲートスタジオ）
- 音声 - 田中昌宏
- ミキサー - 松本能紀、安島正樹
- 助監督 - 中島広宣、三宅敏夫、明瀬礼洋、内藤典彦
- 坂東武人武蔵ユニット監督 - 染川達也
- アクション監督 - 木川泰宏
- アクションコーディネーター - 木川泰宏、北岡龍貴、海老沼宗樹
- アクション - 三宅敏夫、岩井潤一、大庭一宏、吉田聖、平井遼介、宮松広行、石田翼、ITSUKI、長谷川誠、枝窪拓郎、柳川公輔、金原裕三、佐藤悠輔、高場大和、美杉遼介、千葉優、長田渉、藤田秀和、筒井拓、g-chan、小野田銀四郎、河村雅裕、小西惣一郎
- アクションスタント - LYNX、アルカディア
- 殺陣指導 - 木川泰宏
- 烈風・雷デザイン - 木川泰宏、田中勉
- 金剛童子デザイン - 田中昌宏
- キャラクター造形・鬼デザイン - 山本ヒロシ、杉本末男（chara）、河童祠
- 造形協力 - 土肥良成（はきだめ造形）
- 小道具制作 - けんじゅー、DSL
- カードゲーム作成（噂の忍者編） - 金子大輝
- ポスター作成（噂の忍者編） - 田代祐
- ヒーロー図鑑デザイン（グランマサラー編、スターシャドウG編） - イトウマサヒロ
- アニメーション原画（三本足の烏編）　 銀鋼イラスト　- けんじゅー
- VFX監督 - 児玉ともじ
- 視覚効果 - 児玉ともじ
- CG - アトリエ・ビトル、小畑正好、石川和宏
- 編集 - 児玉ともじ
- 車輌担当 - 宮松広行
- アドバイザー - 内藤典彦
- 制作協力 - 第一通信社、RME、アート・ストーム、入間ケーブルテレビ、飯能ケーブルテレビ、メディカルフィットネスStyle、カトウ企画、飯能老年病センター、いるまの里、MACH、エバシード、エーザイ、メディアゲート椿淳、デジタルカメラエクスプレス、バードランドミュージックエンタテインメント
- 制作 - L4、「武蔵忍法伝 忍者烈風」製作委員会、LYNX

## 主題歌・挿入曲
オープニングテーマ
「武蔵忍法伝 忍者烈風」
作詞：金巻兼一 /  作曲：福田裕彦 / 歌：高野二郎（第1～8期）、石原慎一（第9期）
エンディングテーマ
「正義のヒーロー」
作詞：河合美香 /  作曲：野田悟 / 歌：竹内浩明

挿入曲
「Ferture the Future」
作詞：mildsalt /  作曲：富永豊 / 歌：コタニキンヤ.
「星龍戦士コスモフラッシャー」
作詞・作曲：木上洋行 / 歌：キガミヒロユキ
「悪・即・RUN」
作曲：めがね＠ぞんびすたいる
「Movin'CoolRock」
作詞：骸696 /  作曲：タカハシジュン /  編曲：MWM / 歌：MWM（Masked World Musica）
「無限の光」
作詞・作曲・歌：H&J
「霹靂の晴天」
作詞：シン / 作曲・歌：オトドケモノ
「超鋼祈願ササヅカイン」
作詞：Dahna /  作曲：YUUKA / 歌：伝承歌劇団-エウロパの軌跡-
「戦いの果てに」
作詞：吉久直志 /  作曲：滝澤俊輔 / 歌：石原慎一
「DSL 闇の音楽集」
作曲：W-O.K.
「武蔵のテーマ」
作曲：染川達 /  編曲・アレンジ：中村夏野
「武蔵OPアレンジ」
作曲：染川達 / 編曲：HIROKICHI /  アレンジ：中村夏野

## 放送リスト
放送局や再放送等によって各話の放映順や話数表記が一部異なる。

### TOKYO MX2
| 放送日          | 話数             | サブタイトル                                                   | 脚本               | 監督             | 備考 |
| --------------- | ---------------- | -------------------------------------------------------------- | ------------------ | ---------------- | --- |
| 2015年 7月4日   | 第一話           |                                                                | 木川泰宏           | 木川泰宏         | |
| 7月11日         | 第二話           |                                                                |                    |                  | エンディングなし |
| 7月18日         | 第三話           |                                                                | 木川泰宏           | 木川泰宏         | |
| 7月25日         | 第四話           |                                                                | 木川泰宏           | 木川泰宏         | |
| 8月1日          | 第五話           |                                                                | 木川泰宏           | 木川泰宏         | |
| 8月8日          | 第六話           |                                                                | 木川泰宏           | 木川泰宏         | |
| 8月15日         | 第七話           |                                                                |                    |                  | エンディングなし |
| 8月22日         | 第八話           |                                                                | 木川泰宏           | 木川泰宏         | |
| 8月29日         | 第九話           |                                                                | 木川泰宏           | 木川泰宏         | |
| 9月5日          | 第十話           |                                                                | 木川泰宏           | 水谷匡宏         | |
| 9月12日         | 第十一話         |                                                                | 木川泰宏           | 木川泰宏         | |
| 9月19日         | 第十二話         |                                                                | 木川泰宏           | 木川泰宏         | |
| 9月26日         | 第十三話         |                                                                | 木川泰宏           | 木川泰宏         | |
| 10月3日         | 第十四話         |                                                                |                    |                  | |
| 10月10日        | 第十五話         |                                                                | 木川泰宏           | 木川泰宏         | |
| 10月17日        | 第十六話         | 夢を見せる鬼 前編                                              |                    | 小川輝晃         | |
| 10月24日        | 第十七話         | 夢を見せる鬼 後編                                              |                    | 小川輝晃         | |
| 10月31日        | 第十八話         |                                                                |                    | 木川泰宏         | |
| 11月7日         | 第十九話         |                                                                |                    | 木川泰宏         | |
| 11月14日        | 第二十話         | [ 14 ]                                                         | 宮松広行           | 水谷匡宏         | |
| 11月21日        | 第二十一話       | 特別コラボ企画『君の近くのヒーロー・前編』                     | 木川泰宏、宮松広行 | 木川泰宏         | |
| 11月28日        | 第二十二話       | 特別コラボ企画『君の近くのヒーロー・後編』                     | 木川泰宏、宮松広行 | 木川泰宏         | |
| 12月5日         | 第二十三話       | 善風 巧 登場！！                                               | 木川泰宏           | 水谷匡宏、牛田浩 | |
| 12月12日        | 第二十四話       | 言霊                                                           | 木川泰宏           | なべやかん       | |
| 12月19日        | 第二十五話       |                                                                | 木川泰宏           | 木川泰宏         | |
| 12月26日        | 第二十六話       |                                                                | 木川泰宏           | 木川泰宏         | |
| 2016年 1月9日   | 特別編           | ノメラの鬼 前編・後編                                          | 木川泰宏           | 木川泰宏         | 30分拡大スペシャル(7:30-8:00) 第十三～十五話の再編集版                                                                        |
| 1月16日         | 再放送第一話     | 鬼の巫女                                                       | 木川泰宏           | 木川泰宏         | 第十一話の再編集版（この再編版から以降「第一期」と公式見解）                                                                  |
| 1月23日         | 再放送第二話     | 声を奪う鬼                                                     | 木川泰宏           | 木川泰宏         | 第八話の再編集版 |
| 1月30日         | 再放送第三話     | 嘯(うそぶ)く鬼                                                 | 木川泰宏           | 木川泰宏         | 第九話の再編集版 |
| 2月6日          | 再放送第四話     | 夢を見せる鬼・前編                                             |                    | 小川輝晃         | 第十六話の再編集版 |
| 2月13日         | 再放送第五話     | 夢を見せる鬼・後編                                             |                    | 小川輝晃         | 第十七話の再編集版 |
| 2月20日         | 再放送第六話     | 特別コラボ企画「君の近くのヒーロー・トシマッハ」               | 木川泰宏、宮松広行 | 木川泰宏         | 第二十一話の再編集版 |
| 2月27日         | 再放送第七話     | 特別コラボ企画「君の近くのヒーロー・コスモフラッシャー」       | 木川泰宏、宮松広行 | 木川泰宏         | 第二十二話の再編集版 |
| 3月5日          | 再放送第八話     | 言霊                                                           | 木川泰宏           | なべやかん       | 第二十四話の再編集版 |
| 3月12日         | 再放送第九話     | 守った牙                                                       | 木川泰宏           | 木川泰宏         | 第十二話の再編集版 |
| 3月19日         | 再放送第十話     | 善風巧登場！                                                   | 木川泰宏           | 水谷匡宏、牛田浩 | 第二十三話の再編集版 |
| 3月26日         | 再放送第十一話   | 正真坊                                                         |                    | 木川泰宏         | 第十八話の再編集版 |
| 4月2日          | 再放送第十二話   | 正真坊 其の二                                                  |                    | 木川泰宏         | 第十九話の再編集版 |
| 4月9日          | 再放送第十三話   | 影鬼 其の一                                                    |                    | 木川泰宏         | 第一話の再編集版 |
| 4月16日         | 再放送第十四話   | 影鬼 其の二                                                    |                    |                  | 第二話の再編集版 エンディングなし                                                                                             |
| 4月23日         | 再放送第十五話   | 影鬼 其の三                                                    | 木川泰宏           | 木川泰宏         | 第三話の再編集版 |
| 4月30日         | 再放送第十六話   | 影鬼 其の四                                                    | 木川泰宏           | 木川泰宏         | 第四話の再編集版 |
| 5月7日          | 再放送第十七話   | 影鬼 其の五                                                    | 木川泰宏           | 木川泰宏         | 第五話の再編集版 |
| 5月14日         | 再放送第十八話   | 影鬼 其の六                                                    | 木川泰宏           | 木川泰宏         | 第六話の再編集版 |
| 5月21日         | 再放送第十九話   | 影鬼 其の七                                                    |                    |                  | 第七話の再編集版 エンディングなし                                                                                             |
| 5月28日         | 再放送第二十話   | 踊る子鬼                                                       | 木川泰宏           | 水谷匡宏         | 第十話の再編集版 |
| 6月4日          | [ 15 ]           | パラレルワールド版 キミの近くのヒーロー・サイセイバー 其の一   | 木川泰宏、宮松広行 | 木川泰宏         | |
| 6月11日         |                  | パラレルワールド版 キミの近くのヒーロー・サイセイバー 其の二   | 木川泰宏、宮松広行 | 木川泰宏         | |
| 6月18日         |                  | パラレルワールド版 キミの近くのヒーロー・サイセイバー 其の三   | 木川泰宏、宮松広行 | 木川泰宏         | |
| 6月25日         |                  | 人を食う鬼子 前編                                              |                    |                  | エンディングなし |
| 7月2日          |                  | 人を食う鬼子 後編                                              | 木川泰宏           | 木川泰宏         | |
| 7月9日          |                  | コピー編 其の一                                                | 木川泰宏           | 木川泰宏         | 第二十五話の再編集版 |
| 7月16日         |                  | コピー編 其の二                                                | 木川泰宏           | 木川泰宏         | 第二十六話の再編集版 |
| 7月23日         |                  | コピー編 其の三                                                |                    |                  | エンディングなし |
| 7月30日         |                  | コピー編 其の四                                                | 木川泰宏           | 木川泰宏         | |
| 8月6日          |                  | コピー編 其の五                                                | 木川泰宏           | 木川泰宏         | |
| 8月13日         |                  | コピー編 其の六                                                | 木川泰宏           | 木川泰宏         | |
| 8月20日         |                  | コピー編 其の七                                                | 木川泰宏           | 木川泰宏         | |
| 8月27日         |                  | コピー編 其の八                                                | 木川泰宏           | 木川泰宏         | |
| 12月3日         | 第三期第一話     | 特別総集編 其之一・烏天狗                                      |                    | 木川泰宏         | |
| 12月10日        | 第三期第二話     | 特別総集編 其之二・鬼                                          |                    | 木川泰宏         | |
| 12月17日        | 第三期第三話     | 暁の君へ 其の一                                                | 木川泰宏           | 木川泰宏         | |
| 12月24日        | 第三期第四話     | 暁の君へ 其の二                                                | 木川泰宏           | 木川泰宏         | |
| 12月31日        | 第三期第五話     | 暁の君へ 其の三                                                | 木川泰宏           | 木川泰宏         | |
| 2017年 1月7日   | 第三期第六話     | 鬼の迷い路 其の一                                              | 木川泰宏           | 木川泰宏         | |
| 1月14日         | 第三期第七話     | 鬼の迷い路 其の二                                              | 木川泰宏           | 木川泰宏         | |
| 1月21日         | 第三期第八話     | パラレルワールド版 キミの近くのヒーロー・ササヅカイン 前編     | 吉久直志、木川泰宏 | 吉久直志         | |
| 1月28日         | 第三期第九話     | パラレルワールド版 キミの近くのヒーロー・ササヅカイン 後編     | 吉久直志、木川泰宏 | 吉久直志         | |
| 2月4日          | 第三期第十話     | 噂の忍者                                                       | 木川泰宏           | 明瀬礼洋         | |
| 2月11日         | 第三期第十一話   | 偽る鬼 前編                                                    | 木川泰宏           | 木川泰宏         | |
| 2月18日         | 第三期第十二話   | 偽る鬼 後編                                                    | 木川泰宏           | 木川泰宏         | |
| 2月25日         | 第三期第十三話   | 鬼に奪われた物 前編                                            | 木川泰宏           | 木川泰宏         | |
| 3月4日          | 第三期第十四話   | 鬼に奪われた物 後編                                            | 木川泰宏           | 木川泰宏         | |
| 7月1日          | 第四期第一話     | パラレルワールド版 キミの近くのヒーロー・グランマサラー 前編   | 宮松広行           | 明瀬礼洋         | |
| 7月8日          | 第四期第二話     | パラレルワールド版 キミの近くのヒーロー・グランマサラー 後編   | 宮松広行           | 明瀬礼洋         | |
| 7月15日         | 第四期第三話     | 鬼に奪われし物～分身の術                                       | 木川泰宏           | 木川泰宏         | |
| 7月22日         | 第四期第四話     | 残された心 其の一                                              | 木川泰宏           | 木川泰宏         | |
| 7月29日         | 第四期第五話     | 残された心 其の二                                              | 木川泰宏           | 木川泰宏         | |
| 8月5日          | 第四期第六話     | 残された心 其の三                                              | 木川泰宏           | 木川泰宏         | |
| 8月12日         | 第四期第七話     | 残された心 其の四                                              | 木川泰宏           | 木川泰宏         | |
| 8月19日         | 第四期第八話     | 残された心 其の五                                              | 木川泰宏           | 木川泰宏         | |
| 8月26日         | 第四期第九話     | 心の傷                                                         | 木川泰宏           | 木川泰宏         | |
| 9月2日          | 第四期第十話     | 毒花の鬼                                                       | 宮松広行、木川泰宏 | 明瀬礼洋         | |
| 9月9日          | 第四期第十一話   | 鎧の鬼                                                         | 木川泰宏           | 木川泰宏         | |
| 9月16日         | 第四期第十二話   | 山風の鎧 前編                                                  | 木川泰宏           | 木川泰宏         | |
| 9月23日         | 第四期第十三話   | 山風の鎧 後編                                                  | 木川泰宏           | 木川泰宏         | |
| 9月30日         | 第四期第十四話   | 三本足の烏                                                     | 木川泰宏           | 木川泰宏         | |
| 2018年 4月7日   | 第五期第一話     | パラレルワールド版 キミの近くのヒーロー・スターシャドウG 前編  | けんじゅー         | 明瀬礼洋         | |
| 4月14日         | 第五期第二話     | パラレルワールド版 キミの近くのヒーロー・スターシャドウG 後編  | けんじゅー         | 明瀬礼洋         | |
| 4月21日         | 第五期第三話     | 銀鋼(ぎんはがね) 其の一                                        | 木川泰宏           | 木川泰宏         | |
| 4月28日         | 第五期第四話     | 銀鋼 其の二                                                    | 木川泰宏           | 木川泰宏         | |
| 5月5日          | 第五期第五話     | 呪符の鬼 其の一                                                | 木川泰宏           | 木川泰宏         | |
| 5月12日         | 第五期第六話     | 呪符の鬼 其の二                                                | 木川泰宏           | 木川泰宏         | |
| 5月19日         | 第五期第七話     | 宝探し屋 其の一                                                | 木川泰宏           | 木川泰宏         | |
| 5月26日         | 第五期第八話     | 宝探し屋 其の二                                                | 木川泰宏           | 木川泰宏         | |
| 6月2日          | 第五期第九話     | 秩父のくノ一 其の一                                            | 木川泰宏           | 木川泰宏         | |
| 6月9日          | 第五期第十話     | 秩父のくノ一 其の二                                            | 木川泰宏           | 木川泰宏         | |
| 6月16日         | 第五期第十一話   | 追いつめる鬼                                                   | 木川泰宏           | 木川泰宏         | |
| 6月23日         | 第五期第十二話   | 呪いから解き放たれた夢                                         | 木川泰宏           | 木川泰宏         | |
| 6月30日         | 第五期第十三話   | 動き出す鬼                                                     | 木川泰宏           | 木川泰宏         | |
| 12月1日         |                  | パラレルワールド版 キミの近くのヒーロー・トシマッハ編          | 木川泰宏、宮松広行 | 木川泰宏         | 第一期二十一話の再編集版・改題                                                                                                |
| 12月8日         |                  | パラレルワールド版 キミの近くのヒーロー・コスモフラッシャー編  | 木川泰宏、宮松広行 | 木川泰宏         | 第一期二十二話の再編集版・改題 坂東武人武蔵とサイゾウの登場する新撮あり                                                       |
| 12月29日        |                  | パラレルワールド版 キミの近くのヒーロー・サイセイバー編 其の三 | 木川泰宏、宮松広行 | 木川泰宏         | 第二期該当回の再編集版 サイセイバーがJヒーローズ版サイセイバーの幻とすれ違い「Jヒーローズにつづく」という画面で終わる新撮あり |
| 2019年 2月2日   | 第六期第一話     | 心に巣食う鬼                                                   | 木川泰宏           | 木川泰宏         | |
| 2月9日          | 第六期第二話     | もう一人の烏天狗                                               | 木川泰宏           | 木川泰宏         | |
| 2月16日         | 第六期第三話     | 嘆く仏像                                                       | 木川泰宏           | 木川泰宏         | |
| 2月23日         | 第六期第四話     | 復活した童子                                                   | 木川泰宏           | 木川泰宏         | |
| 3月2日          | 第六期第五話     | 放たれた鬼                                                     | 木川泰宏           | 木川泰宏         | |
| 3月9日          | 第六期第六話     | 鬼の迷路への誘い                                               | 木川泰宏           | 木川泰宏         | |
| 3月16日         | 第六期第七話     | ３度目の戦い                                                   | 木川泰宏           | 木川泰宏         | |
| 3月24日         | 第六期第八話     | 動き出す刑事と野良                                             | 木川泰宏           | 木川泰宏         | |
| 3月30日         | 第六期第九話     | 鬼の迷路                                                       | 木川泰宏           | 木川泰宏         | |
| 11月9日         |                  | 総集編乃壱『入門編』                                           |                    | 木川泰宏         | |
| 2020年 4月4日   |                  | コピー編 其の一                                                | 木川泰宏           | 木川泰宏         | 初回放映時の全8話から全9話に再構成した再編集版                                                                                |
| 4月11日         |                  | コピー編 其の二                                                | 木川泰宏           | 木川泰宏         | 初回放映時の全8話から全9話に再構成した再編集版                                                                                |
| 4月18日         |                  | コピー編 其の三                                                | 木川泰宏           | 木川泰宏         | 初回放映時の全8話から全9話に再構成した再編集版                                                                                |
| 4月25日         |                  | コピー編 其の四                                                | 木川泰宏           | 木川泰宏         | 初回放映時の全8話から全9話に再構成した再編集版                                                                                |
| 5月2日          |                  | コピー編 其の五                                                | 木川泰宏           | 木川泰宏         | 初回放映時の全8話から全9話に再構成した再編集版                                                                                |
| 5月9日          |                  | コピー編 其の六                                                | 木川泰宏           | 木川泰宏         | 初回放映時の全8話から全9話に再構成した再編集版                                                                                |
| 5月16日         |                  | コピー編 其の七                                                | 木川泰宏           | 木川泰宏         | 初回放映時の全8話から全9話に再構成した再編集版                                                                                |
| 5月23日         |                  | コピー編 其の八                                                | 木川泰宏           | 木川泰宏         | 初回放映時の全8話から全9話に再構成した再編集版                                                                                |
| 5月30日         |                  | コピー編 其の九                                                | 木川泰宏           | 木川泰宏         | 初回放映時の全8話から全9話に再構成した再編集版                                                                                |
| 12月19日        |                  | 第六期総集編 前編                                              | 木川泰宏           | 木川泰宏         | エンディングなし |
| 12月26日        |                  | 第六期総集編 後編                                              | 木川泰宏           | 木川泰宏         | |
| 2021年 10月30日 | 第七期第一話     | 10分でわかる忍者烈風                                           | 木川泰宏           | 木川泰宏         | 総集編 エンディングは短縮版を使用                                                                                             |
| 11月6日         | 第七期第二話     | 忍者烈風十番勝負 前編                                          | 木川泰宏           | 木川泰宏         | 総集編 |
| 11月13日        | 第七期第三話     | 忍者烈風十番勝負 後編                                          | 木川泰宏           | 木川泰宏         | 総集編 |
| 11月20日        | 第七期第四話     | 甦る鬼                                                         | 木川泰宏           | 木川泰宏         | |
| 11月27日        | 第七期第五話     | 復讐の鬼                                                       | 木川泰宏           | 木川泰宏         | |
| 12月4日         | 第七期第六話     | 謀る烏天狗                                                     | 木川泰宏           | 木川泰宏         | |
| 12月11日        | 第七期第七話     | 疾る烏天狗                                                     | 木川泰宏           | 木川泰宏         | |
| 12月18日        | 第七期第八話     | 金剛童子                                                       | 木川泰宏           | 木川泰宏         | |
| 12月25日        | 第七期第九話     | 怨呪の鬼                                                       | 木川泰宏           | 木川泰宏         | |
| 2022年 1月1日   | 第七期第十話     | 忍者烈風＆鎧勇騎月兎 Leiwa4年L4イヤー突入記念お正月スペシャル  | 吉久直志           | 吉久直志         | 「鎧勇騎 月兎」とのコラボによるトーク特番                                                                                     |
| 1月8日          | 第七期第十一話   | 美徳という名の毒                                               | 木川泰宏           | 木川泰宏         | |
| 1月15日         | 第七期第十二話   | 美徳という名の毒 其の二                                        | 木川泰宏           | 木川泰宏         | |
| 1月22日         | 第七期第十三話   | 鬼鳴きの刀編                                                   | 木川泰宏           | 木川泰宏         | |
| 1月29日         | 第七期第十四話   | 鬼鳴きの刀編 其の二                                            | 木川泰宏           | 木川泰宏         | |
| 2月5日          | 第七期第十五話   | 鬼鳴きの刀編 其の三                                            | 木川泰宏           | 木川泰宏         | |
| 2月12日         | 第七期第十六話   | 鬼鳴きの刀編 其の四                                            | 木川泰宏           | 木川泰宏         | |
| 2月19日         | 第七期第十七話   | 鬼鳴きの刀編 其の五                                            | 木川泰宏           | 木川泰宏         | |
| 2月26日         | 第七期第十八話   | 鬼鳴きの刀編 其の六                                            | 木川泰宏           | 木川泰宏         | |
| 3月5日          | 第七期第十九話   | 左腕の鎧                                                       | 木川泰宏           | 木川泰宏         | |
| 3月12日         | 第七期第二十話   | それぞれの思い                                                 | 木川泰宏           | 木川泰宏         | |
| 3月19日         | 第七期第二十一話 | 鬼一口編                                                       | 木川泰宏           | 木川泰宏         | |
| 3月26日         | 第七期第二十二話 | 鬼一口編 其の二 復活酒呑童子                                   | 木川泰宏           | 木川泰宏         | |
| 4月2日          | 第七期特別編     | 忍者烈風特別編 撮れたてNG集                                    | 木川泰宏           | 木川泰宏         | 第七期のNGシーン集 |
| 2023年 3月18日  | 第八期第一話     | 鬼一口編 其の三 開幕争奪戦編                                   | 木川泰宏           | 木川泰宏         | |
| 3月25日         | 第八期第二話     | 鬼一口編 其の四 鬼謀三戦                                       | 木川泰宏           | 木川泰宏         | |
| 4月1日          | 第八期第三話     | 鬼一口編 其の五 幻影丸謀反                                     | 木川泰宏           | 木川泰宏         | |
| 4月8日          | 第八期第四話     | 鬼一口編 其の六 鎧迅雷                                         | 木川泰宏           | 木川泰宏         | |
| 4月15日         | 第八期第五話     | 鬼一口編 其の七 邪封洞窟                                       | 木川泰宏           | 木川泰宏         | |
| 4月22日         | 第八期第六話     | 鬼一口編 其の八 暗雲低迷                                       | 木川泰宏           | 木川泰宏         | |
| 4月29日         | 第八期第七話     | 鬼一口編 其の九 八咫烏                                         | 木川泰宏           | 木川泰宏         | |
| 5月6日          | 第八期第八話     | 忍者烈風特別編 撮れたてNG集                                    | 木川泰宏           | 木川泰宏         | 第八期のNGシーン集 |

### ローカルヒーローチャンネル（BS12 トゥエルビ）
| 放送日        | 話数     | サブタイトル                                                     | 脚本               | 監督     | 備考                                                  |
| ------------- | -------- | ---------------------------------------------------------------- | ------------------ | -------- | ----------------------------------------------------- |
| 2016年 7月3日 | 第一話   | 声を奪う鬼                                                       | 木川泰宏           | 木川泰宏 |                                                       |
| 7月10日       | 第二話   | 夢を見せる鬼・前編                                               |                    | 小川輝晃 |                                                       |
| 7月17日       | 第三話   | 夢を見せる鬼・後編                                               |                    | 小川輝晃 |                                                       |
| 7月24日       | 第四話   | 人を食う鬼子 前編                                                |                    |          | エンディングなし                                      |
| 7月31日       | 第五話   | 人を食う鬼子 後編                                                | 木川泰宏           | 木川泰宏 |                                                       |
| 8月7日        | 第六話   | パラレルワールド版「キミの近くのヒーロー」 サイセイバー編 其の一 | 木川泰宏、宮松広行 | 木川泰宏 |                                                       |
| 8月14日       | 第七話   | パラレルワールド版「キミの近くのヒーロー」 サイセイバー編 其の二 | 木川泰宏、宮松広行 | 木川泰宏 |                                                       |
| 8月21日       | 第八話   | パラレルワールド版「キミの近くのヒーロー」 サイセイバー編 其の三 | 木川泰宏、宮松広行 | 木川泰宏 |                                                       |
| 8月28日       | 第九話   | ノメラの鬼 前編                                                  | 木川泰宏           | 木川泰宏 |                                                       |
| 9月4日        | 第十話   | ノメラの鬼 後編                                                  | 木川泰宏           | 木川泰宏 |                                                       |
| 9月11日       | 第十一話 | 正真坊編 前編                                                    |                    | 木川泰宏 |                                                       |
| 9月18日       | 第十二話 | 正真坊編 後編                                                    |                    | 木川泰宏 |                                                       |
| 9月25日       | 第十三話 | 鬼の復活                                                         | 木川泰宏           | 木川泰宏 | TOKYO MX再放送時サブタイトル「影鬼編 其の一」より改題 |

## 劇場版

### 退魔忍法帖　武蔵忍法伝忍者烈風
2014年に劇場版が「退魔忍法帖　武蔵忍法伝忍者烈風」のタイトルで製作された。90分。
三重県伊賀市で開催された「伊賀の國忍者映画祭2014」でも上映されている。

### ヒーローズユナイト 結束！ ヤツルギ×トライオー×忍者烈風
2018年2月17日公開。「鳳神ヤツルギ」と「浪速伝説トライオー」とのコラボレーション作品。
制作はゼスト、L4、ヤツルギ魂の3社からなる「ヒーローズユナイト」製作委員会による。
この映画では1653年の頃の忍者烈風が登場。舞風飄太の先祖・舞風彪太が烈風に変身する。その姉の花織は忍者雷となる。烈風達は、タイムマシンでやってきたヤツルギやトライオーと共に鬼一族の王・婆娑羅王(ばさらおう)に立ち向かい、現代と過去それぞれの戦いに挑む。

## 関連商品

### DVD
| タイトル                                                                          | 発売日        | 収録話             | 販売元     | メーカー品番 |
| --------------------------------------------------------------------------------- | ------------- | ------------------ | ---------- | ------------ |
| 武蔵忍法伝忍者烈風 第三期                                                         | 2019年8月16日 | 第3期              | L4         | NR-03        |
| 武蔵忍法伝忍者烈風 第五期 銀鋼登場！！                                            | 2019年5月3日  | 第5期              | L4         | NR-05        |
| 武蔵忍法伝忍者烈風 第六期                                                         | 2019年8月16日 | 第6期              | L4         | NR-06        |
| 武蔵忍法伝忍者烈風 パラレルワールド版 キミの近くのヒーロー 超辛グランマサラー編   | 2017年9月30日 | 第4期第1話 - 第2話 | L4         | NRPW-0004    |
| 武蔵忍法伝忍者烈風 パラレルワールド版 キミの近くのヒーロー 超鋼祈願ササヅカイン編 | 2018年2月24日 | 第3期第8話 - 第9話 | L4         | NRPW-0003    |
| ヒーローズユナイト 結束！ ヤツルギ×トライオー×忍者烈風                            | 2018年4月1日  | ※劇場版            | ヤツルギ魂 | HJYG-32      |